# Loricera
Loricera is een geslacht van kevers uit de familie van de loopkevers (Carabidae). De wetenschappelijke naam van het geslacht is voor het eerst geldig gepubliceerd in 1802 door Latreille.

## Soorten
Het geslacht Loricera omvat de volgende soorten:
- Loricera aptera Ball & Erwin, 1969
- Loricera balli Sciaky et Facchini, 1999
- Loricera barbarae Sciaky et Facchini, 1999
- Loricera decempunctata Eschscholtz, 1833
- Loricera foveata LeConte, 1851
- Loricera kryzhanowskiji Sciaky et Facchini, 1999
- Loricera mirabilis Jedlicka, 1932
- Loricera obsoleta Semenov, 1889
- Loricera ovipennis Semenov, 1889
- Loricera pilicornis Fabricius, 1775
- Loricera rotundicollis Chaudoir, 1863
- Loricera stevensi Andrewes, 1920
- Loricera wollastonii Javet, 1852